# Mars-sous-Bourcq
 Mars-sous-Bourcq  là một xã ở tỉnh Ardennes, thuộc vùng Grand Est ở phía bắc nước Pháp.